# Han Ying-chieh
Han Ying-chieh (chinesisch 韓英傑 / 韩英杰, Pinyin Hán Yīngjié, Jyutping Hon4 Jing1git1, kantonesisch Hon Ying-Git; * 1927 in Shanghai, China; † 1991 in Hongkong, China) war ein chinesischer Schauspieler, der überwiegend in Martial-Arts- und Kung-Fu-Filmen mitspielte. Seine bekannteste Rolle war die des Hsiao Mi in dem Film Die Todesfaust des Cheng Li. Er war auch als Stuntman und Kampfkunstchoreograph tätig.

## Leben
Im Alter von drei Jahren zog Han nach Peking, wo er im Alter von neun Jahren der Peking-Oper beitrat und dort bis zum achtzehnten Lebensjahr blieb. 1946 zog er nach Shanghai, wo er im Alter von 19 Jahren als Stuntman in der Filmindustrie debütierte. Im nächsten Jahr kehrte er dem Film vorübergehend den Rücken, um Kampfkunst zu betreiben. 
Später ging Han nach Hongkong, wo er den Shaw Brothers beitrat. Er arbeitete dort als Stuntman und choreografierte Kämpfe. Er trat außerdem in einigen der Filmen in einer Nebenrolle auf, was ihn bekannter machte. 1966 traf Han, als er die Shaw Brothers verließ und nach Taiwan ging, auf den Regisseur King Hu, mit welchem er des Öfteren zusammenarbeitete. 1970 kehrte er nach Hongkong zurück. Dort trat er Golden Harvest bei, wo er dann schließlich neben Bruce Lee in Die Todesfaust des Cheng Li unter Regie von Lo Wei seine bekannteste Rolle spielte. 1972 spielte er in Todesgrüße aus Shanghai wieder an der Seite von Bruce Lee und unter der Regie von Lo Wei. Mit Lo Wei drehte Han noch einige Zeit zusammen.
Han starb 1991 in Hongkong an Krebs.

## Familie
Er war der Ehemann der Hongkonger Schauspielerin Yu So Chow (于素秋, 1930–2017), Tochter des bekannten Leiter der Pekinger Theater- und Schauspielschule in Hongkong Yu Jim-Yuen, also der Meister von Jackie Chan, Sammo Hung, Corey Yuen u. v. a.

## Filmografie (Auswahl)
- 1964: The Story of Sue San
- 1964: Lady General Hua Mu-Lan
- 1964: The Shepherd Girl
- 1964: The Amorous Lotus Pan
- 1964: Between Tears and Smiles
- 1964: A Story of Three Loves (Part 1)
- 1964: A Story of Three Loves (Part 2)
- 1965: The Mermaid
- 1965: Sons of Good Earth
- 1965: The Lotus Lamp
- 1966: Die Herberge zum Drachentor
- 1966: Das Schwert der gelben Tigerin
- 1967: Angel with the Iron Fists
- 1967: The Iron Horse
- 1968: Death Valley
- 1968: The Black Butterfly
- 1968: The Angel Strikes Again
- 1968: Killer Darts
- 1968: Travels with a Sword
- 1969: Dragon Swamp
- 1969: Killers Five
- 1969: Iron Bones
- 1970: The Eagle's Claw
- 1971: Die Todesfaust des Cheng Li
- 1971: Ein Hauch von Zen
- 1971: The Invincible Eight
- 1971: The Angry River
- 1972: Todesgrüße aus Shanghai
- 1972: Iron Bull
- 1973: Der Letzte Kampf des Lee Khan
- 1973: The Fighter – Flucht ins Chaos
- 1973: None but the Brave
- 1973: Back Alley Princess
- 1973: A Man Called Tiger
- 1973: Fist of Shaolin
- 1973: Unsubdued Furies
- 1974: Tornado of Pearl River
- 1974: Fists for Revenge
- 1975: Die Mutigen
- 1975: Die Falle des gelben Drachen
- 1975: The Silent Guest from Peking
- 1975: Heroes in Late Ming Dynasty
- 1976: Zwei Fäuste stärker als Bruce Lee
- 1976: Die Pranke des gelben Tigers
- 1976: Todeskommando Queensway
- 1976: One Armed Swordsmen
- 1976: The Himalayan
- 1976: Die Letzte Schlacht von Yang Chao
- 1977: Broken Oath
- 1977: The Martyrs
- 1977: Six Kung Fu Heroes
- 1978: Bruce Lee – Der reißende Puma
- 1978: The Jade Hairpin Alliance
- 1978: The Prominent Eunuch Chen Ho
- 1979: Duell der 7 Tiger
- 1980: The Magnificent Kick
- 1981: End of the Wicked Tigers
- 1984: Last Hero in Chin
- 1987: Killer's Nocturne
- 1990: Meister des Schwertes